# 劉雅麗 (1980年代)
劉雅麗（英語：Alice Lau Nga Lai，1955年—），香港七、八十年代影視藝人。1977年無綫電視第六期藝員訓練班出身，現時已退出娛樂圈。

## 背景
劉雅麗早年在長洲生活，10歲隨家人移居香港島。她當時居住在華富邨華樂樓，小時候開始學習刺繡，在明愛聖高弗烈職業先修學校就讀中一至中五。她在一所女校就讀中學期間累積了工藝與烹飪經驗。畢業後入讀師範學院，又學習了4年裁縫手藝。入讀大專前曾開班教授絲帶花製作及裁剪，以攢錢繳交學費。她在1976年報考無綫電視藝員訓練班，1977年簽約成為無綫電視藝人，第一部參與的電視劇為《大亨》。其後在《蘇乞兒》裏飾演劉德華的女朋友鄺慕男。其後亦有參與《歡樂今宵》的演出。幾年後嫁給德國年青商人後更移居美國，從此便離開娛樂圈專心相夫教子。偶爾回港出席娛樂圈朋友的聚會，尤其是有關《歡樂今宵》的舊同事聚會中有很多時候都會見到她的蹤影。
劉雅麗是第一位以女主角身份參演荷里活電影的香港影星，當年夥拍的男影星是真赫曼，演出的是戰爭片Uncommon Valor（飾演Lai Fun）。

## 電視作品

### 無線電視
| 年份   | 劇名                         | 角色               |
| 1978年 | 大亨                         |                    |
| 1978年 | 人海奇譚之純情肉彈           |                    |
| 1978年 | 人海奇譚之假婚               |                    |
| 1978年 | 人海奇譚之名女人             |                    |
| 1978年 | 倚天屠龍記                   | 韓姬               |
| 1978年 | 父子樂                       |                    |
| 1979年 | 四眼神探                     | 芝芝               |
| 1979年 | 女人三十之空                 |                    |
| 1979年 | 女人三十之阿安、蘇珊娜、羅娜 |                    |
| 1979年 | 龍潭羣英                     |                    |
| 1979年 | 三跟四傍                     |                    |
| 1979年 | 絕代雙驕                     | 蕭咪咪             |
| 1979年 | 左鄰右里                     |                    |
| 1979年 | 家在香港                     |                    |
| 1979年 | 難兄難弟                     |                    |
| 1979年 | 楚留香                       | 藍蘋               |
| 1979年 | 名劍風流                     | 冷神尼             |
| 1980年 | 上海灘                       | 賈依人             |
| 1980年 | 親情                         | 黃小玲             |
| 1980年 | 新C.I.D.                     |                    |
| 1980年 | 千王之王                     | 四姨太             |
| 1981年 | 流氓皇帝                     |                    |
| 1981年 | 迷離世界之魈                 | 兆天老婆           |
| 1981年 | 威水世家                     |                    |
| 1981年 | 他的一生                     | 劉凱玲             |
| 1981年 | 妙手神偷                     |                    |
| 1981年 | 火鳳凰                       | Rita               |
| 1981年 | 前路                         |                    |
| 1981年 | 女黑俠木蘭花                 | 珍妮               |
| 1981年 | 富貴榮華                     | 女星阿夢           |
| 1981年 | 鱷魚潭                       | 香翠兒             |
| 1982年 | 男子漢                       |                    |
| 1982年 | 將軍抽車                     |                    |
| 1982年 | 天龍八部之六脈神劍           | 遼國皇后           |
| 1982年 | 飛越十八層                   | 阿珍               |
| 1982年 | 雙面人                       | 何芬妮             |
| 1982年 | 過山車                       |                    |
| 1982年 | 蘇乞兒                       | 鄺慕男             |
| 1982年 | 萬水千山總是情               | 阿嬌               |
| 1982年 | 星塵                         | 馬小玲             |
| 1983年 | 播音人                       | 阿娟               |
| 1983年 | 再生緣                       |                    |
| 1983年 | 豹子膽                       |                    |
| 1983年 | 冤鬼再見                     |                    |
| 1984年 | 天師執位                     | 王夫人             |
| 1984年 | 家有嬌妻                     |                    |
| 1985年 | 夜驚魂之影子                 |                    |
| 1985年 | 歡樂今宵劇集 觀世音          | 迦葉妻子           |
| 1986年 | 歡樂今宵劇集 寶蓮燈          | 何仙姑             |
| 1987年 | 飲馬江湖                     | 張廷芝             |
| 1987年 | 生命之旅                     | 皇室酒店公關部職員 |
| 1987年 | 成吉思汗                     | 速赤               |
| 1987年 | 時來運到                     |                    |
| 1987年 | 周末小品之摘仙記             |                    |
| 1989年 | 還我本色                     | 方綺媚             |
| 1990年 | 蜀山奇俠                     | 寶相夫人           |

### 香港電台
| 年份   | 片名               | 角色 |
| 1982年 | 屋簷下之青春夢裡人 | 卓琳 |
| 1985年 | 獅子山下之東家唔打 |      |

## 電影作品
- 師爸（英语：See-Bar） (1980)
- 瘋狂大老千 (1980)
- 鹹魚番生（英语：By Hook or by Crook (1980 film)） (1980)
- 滑稽時代 (1980)
- 邊緣人 (1981年)
- 歡樂神仙窩 (1981)
- 何方神聖 (1981)
- 老鼠街 (1981)
- 大控訴 (1981)
- 連環大鬥法 (1981)
- 大力小水手 (1981)
- 幫規 (1982) 飾 石副幫主夫人，即天龍八部裡的馬夫人
- 養鬼 (1982)
- 邪咒 (1982)
- 搏殺 (1982)
- 啱晒KEY (1983)
- 上海灘 (1983)
- 瘋狂83（英语：Mad, Mad 83） (1983)
- Uncommon Valor (長驅直進/八蛟龍)（1983）
- 人嚇鬼 (1984)
- 神勇雙響炮 (1984)
- 福星高照 (1985)
- 瘋狂遊戲 (1985)
- 龍鳳智多星 (1985)
- 警察故事 (1985)
- 兩公婆八條心 (1986)
- 廟街皇后 (1990)

## 外部連結
- Hong Kong Cinemagic - ALICE LAU AR LAI （页面存档备份，存于）
- 香港影庫 （页面存档备份，存于）
- 香港影庫 （页面存档备份，存于）